# Anthony Bate
Anthony Bate (* 31. August 1927 in Stourbridge, Worcestershire; † 19. Juni 2012 in Newport, Isle of Wight) war ein britischer Schauspieler.

## Leben

### Herkunft und Jugendjahre
Bate wurde als Sohn von Hubert George Cookson Bate († 1986) und Cecile Marjorie Canadine (†  1973) in den West Midlands geboren. Er besuchte die King Edward VI School in Stourbridge. Am VE-Day (8. Mai 1945) zog er mit seiner Familie auf die Isle of Wight; dort arbeitete er in der Bar des North Bank Hotels, das seine Eltern in Seaview führten. Seine spätere Frau, Diana Fay, ermunterte ihn, einer örtlichen Laien-Theatergruppe beizutreten. Er absolvierte seine Schauspielausbildung an der Central School of Speech and Drama in London (Gold medal). Seinen Wehrdienst absolvierte er von 1945 bis 1947 in der Royal Naval Volunteer Reserve.

### Theater
Sein Bühnendebüt gab Bate 1953 in Worthing. Sein Theater-Debüt im Londoner West End folgte 1960 am St Martin’s Theatre in dem Theaterstück Wer den Wind sät von Jerome Lawrence und Robert E. Lee. Im Dezember 1960 spielte er am Mermaid Theatre die Rolle des Piraten Tom Morgan in einer Bühnenfassung von Stevensons Roman Die Schatzinsel. 1966 trat er am Hampstead Theatre in der Tragikomödie Happy Family von Giles Cooper auf. Bate verkörperte einen merkwürdigen Börsenmakler und den Bruder von zwei noch seltsameren Schwestern; die Rolle spielte er mit „steifer, nach innen gerichteter Förmlichkeit und der kindlichen Furcht vor der Dunkelheit“. 1969 übernahm er bei der Royal Shakespeare Company die Rolle des Don Pedro am Aldwych Theatre in London in einer Wiederaufnahme der Shakespeare-Komödie Viel Lärm um nichts; seine Partner waren Alan Howard (Benedict) und Janet Suzman (Beatrice).
1970 trat er am Open Space Theatre in London in dem Theaterstück Find Your Way Home von John Hopkins auf; Bate verkörperte darin einen konventionellen Ehemann mittleren Alters, der seine Frau und seine Kinder verlässt, um ein gemeinsames Leben mit seinem jungen Lover Julian (von seinen Freunden Julie genannt), einem Gelegenheitsstricher, zu beginnen. 1973 trat er am Haymarket Theatre in Leicester in einem weiteren Stück von John Hopkins, Economic Necessity, auf. Bate erregte darstellerisch in diesem Stück Aufmerksamkeit für seine „katanonische Darstellung eines besorgten Vaters“; Bate lieferte eine schöne und letztendlich berührende Darstellung von schmerzhafter Leere ab. Häufig bewies er auf der Bühne seine Fähigkeit, beim Publikum Interesse für statische, monotone Charaktere zu wecken.
Bis in die 1990er Jahre trat Bate immer wieder als Theaterschauspieler auf. Weitere Bühnenrollen hatte er unter anderem in der Groteske Der Floh im Ohr von Georges Feydeau (1980, Plymouth Theatre Company), in dem Schauspiel Master Class von David Pownall (1984, Tourneeproduktion), in dem Theaterstück The Deep Blue Sea von Terence Rattigan (1988, Royal Haymarket Theatre mit Penelope Keith als Partnerin) und in der Komödie Relative Values von Noël Coward (1993–1994, Chichester Festival Theatre; Savoy Theatre).

### Film und Fernsehen
Im Kino und im Fernsehen spielte Bate meistens beunruhigende, verstörende, ernsthafte Charaktere. Häufig wurde er im Rollentypus des „Bad Guy“ eingesetzt.
Im Kino spielte Bate fast ausschließlich Nebenrollen. Erste Kinorollen hatte er als Jackson in der Komödie Dentist in the Chair (1960), als Kriminalbeamter in dem Kriminalfilm Schmutziges Geld (Payroll, 1961) und als Wissenschaftler in der Komödie Dentist in the Chair (der Fortsetzung zu Dentist in the Chair). In dem Horrorfilm Ghost Story (1974) übernahm er die Rolle des Dr. Borden. In dem Kinofilm Nirgendwo in Afrika war er 2003 als Internatsvorsteher und Oxford-Absolvent Mr. Arthur Brindley zu sehen.
Bate übernahm zahlreiche Rollen in britischen Fernsehfilmen. In dem britischen Fernsehfilm Phily, Burgess and MacLean (1977) spielte Bate den britischen Doppelagenten Kim Philby; seine Partner waren unter anderem Derek Jacobi und Arthur Lowe. Für diese Rolle wurde Bate 1978 beim Festival de Télévision de Monte-Carlo in der Kategorie „Best Actor“ nominiert. Daraufhin erhielt Bate weitere Rollen im Genre des Spionagethrillers. Seine bekannteste Rolle war die des Regierungsbeamten und Mitglied des Cabinet Office Sir Oliver Lacon, einer der „Whitehall-Mandarine“, in der britischen Fernsehserie Dame, König, As, Spion (1978/1979) nach dem gleichnamigen Roman von John le Carré; diese Rolle wiederholte er in der Fernsehserie Smiley's People, einer Verfilmung des Romans Agent in eigener Sache von John le Carré. In der Fernsehserie Game, Set, and Match (1988) spielte er die durchgehende Serienrolle des Spions Bret Rensselaer.
Bate wurde im Fernsehen immer wieder in Literaturverfilmungen eingesetzt, in Fernsehfassungen von Theaterstücken, in Fernsehfilmen und Mini-Serien. Er spielte Macduff in Macbeth (Fernsehverfilmung), Rogoshin in Der Idiot (Fernsehfilm), Inspektor Javert in Die Elenden (Fernsehserie), Nikolai Kirsanov in Väter und Söhne (Mini-Serie), Doktor Livesey in Die Schatzinsel (Mini-Serie) und Doktor Dorn in Die Möwe (1978, Fernsehfassung).
Bate übernahm außerdem weitere durchgehende Serienrollen, Episodenrollen und Gastrollen in zahlreichen britischen Fernsehserien, unter anderem in Dixon of Dock Green (1958, 1960, 1962), Mit Schirm, Charme und Melone (1961, 1968), Simon Templar (1963, 1964, 1968), Joan und Harry (1974, als Manager Harry Paynter), Couples (1975–1976; durchgehende Rolle als Robert Warren), Beasts (1976), Crown Court (1976, 1978, 1982), Feuersturm und Asche (1988/1989, als Generalfeldmarschall Gerd von Rundstedt), Agatha Christie’s Poirot (1990, als Lord Pearson in der Episode The Lost Mile), Heißer Verdacht (1995), A Touch of Frost (1997) und Inspector Barnaby (2000, als Dorfbewohner und Wortführer der Dorfgemeinschaft Augustus Deverell in der Episode Der Garten des Todes).

## Privates
Bate heiratete 1954 Diana Fay, die Tochter von Kenneth Alfred Charles Cawes Watson († 1939) aus Seaview, Isle of Wight. Aus der Ehe gingen zwei Söhne hervor, Gavin und Mark. Bate und seine Ehefrau Diana Fay waren 2011 in ihre alte Heimat auf die Isle of Wight zurückgezogen; sie lebten in Bembridge.
Bate starb am 19. Juni 2012 in den frühen Morgenstunden im St. Mary’s Hospital, Isle of Wight, nach kurzer Krankheit. Aufgrund seines schlechten Gesundheitszustandes war er dort zwei Tage zuvor eingeliefert worden.

## Filmografie (Auswahl)
- 1957: High Tide at Noon
- 1959: Desert Mice
- 1960: Dentist in the Chair
- 1961: Schmutziges Geld (Payroll)
- 1961: Dentist on the Job
- 1958; 1980; 1962: Dixon of Dock Green (Fernsehserie, 3 Folgen)
- 1961; 1968: Mit Schirm, Charme und Melone (The Avengers) (Fernsehserie, zwei Folgen)
- 1963; 1964; 1968: Simon Templar (The Saint) (Fernsehserie, drei Folgen)
- 1966: Macbeth
- 1966: Der Idiot
- 1967: Les Misérables (Fernsehserie, neun Folgen)
- 1971: Väter und Söhne (Mini-Serie)
- 1973: Ego Hugo (Fernsehfilm)
- 1974: Ghost Story
- 1974: Joan and Harry (Intimate Strangers) (Fernsehserie)
- 1975–1976: Couples (Fernsehserie)
- 1976: Beasts (Fernsehserie, eine Folge)
- 1976; 1978; 1982: Crown Court (Fernsehserie)
- 1977: Die Schatzinsel (Mini-Serie)
- 1977: Phily, Burgess and Maclean (Fernsehfilm)
- 1978: Die Möwe
- 1978: An Englishman’s Castle
- 1979: König, Dame, As, Spion (Tinker, Tailor, Soldier, Spy) (Fernsehserie)
- 1982: Golda Meir (A Woman Called Golda) (Fernsehfilm)
- 1982: Agent in eigener Sache (Smiley’s People) (Fernsehserie)
- 1984: Broad Street (Give My Regards to Broad Street)
- 1988: Game, Set, and Match (Fernsehserie)
- 1988: Inspektor Morse, Mordkommission Oxford (Inspector Morse, Fernsehserie, 1 Folge)
- 1988–1989: Feuersturm und Asche (Winds of War, Fernsehserie)
- 1990: Agatha Christie’s Poirot (Episode: The Lost Mine)
- 1992–1993: Medics (Fernsehserie, vier Folgen)
- 1995: Heißer Verdacht (Prime Suspect, Fernsehserie, eine Folge)
- 1997: Rebecca
- 1998: Silent Witness (Fernsehserie, 2 Folgen)
- 2000: Inspector Barnaby (Midsomer Murders, Episode: Garden of Death)
- 2001: Nirgendwo in Afrika
- 2004: The Bill (Fernsehserie, eine Folge)